# 멈퍼드 & 선스
멈퍼드 & 선스(Mumford & Sons)는 잉글랜드의 포크 록 밴드이다.
2013년 빌보드 뮤직 어워드 톱 록 앨범상, 브릿 어워드 브리티시 그룹상, 그래미 어워드 올해의 앨범상을 수상하였다.

## 디스코그래피
- Sigh No More (2009)
- Babel (2012)
- Wilder Mind (2015)